# Abierto Mexicano Telcel 2005
Die Abierto Mexicano Telcel 2005 waren ein Tennisturnier der WTA Tour 2005 für Damen und ein Tennisturnier der ATP Tour 2005 für Herren in Acapulco und fanden zeitgleich vom 19. bis zum 27. Februar 2005 statt.

## Damenturnier
→ Qualifikation: Abierto Mexicano Telcel 2005/Damen/Qualifikation